# Бордентаун Тауншип (Нью-Джерсі)
Бордентаун Тауншип (англ. Bordentown Township) — селище (англ. township) в США, в окрузі Берлінгтон штату Нью-Джерсі. Населення — 11 791 особа (2020).

## Демографія
Згідно з переписом 2010 року, у селищі мешкало 11 367 осіб у 4173 домогосподарствах у складі 3096 родин. Було 4360 помешкань
Расовий склад населення:
| - 74,4 % — білих - 10,7 % — чорних або афроамериканців - 10,6 % — азіатів - 0,3 % — корінних американців - 0,1 % — вихідців з тихоокеанських островів - 1,6 % — осіб інших рас |

До двох чи більше рас належало 2,4 %. Частка іспаномовних становила 6,0 % від усіх жителів.
За віковим діапазоном населення розподілялося таким чином: 26,0 % — особи молодші 18 років, 63,4 % — особи у віці 18—64 років, 10,6 % — особи у віці 65 років та старші. Медіана віку мешканця становила 38,1 року. На 100 осіб жіночої статі у селищі припадало 94,9 чоловіків;  на 100 жінок у віці від 18 років та старших — 89,9 чоловіків також старших 18 років.
Середній дохід на одне домашнє господарство  становив 99 942 долари США (медіана — 86 104), а середній дохід на одну сім'ю — 113 038 доларів (медіана — 104 053). За межею бідності перебувало 4,6 % осіб, у тому числі 4,0 % дітей у віці до 18 років та 1,4 % осіб у віці 65 років та старших.
Цивільне працевлаштоване населення становило 5955 осіб. Основні галузі зайнятості: освіта, охорона здоров'я та соціальна допомога — 23,3 %, публічна адміністрація — 12,0 %, науковці, спеціалісти, менеджери — 11,2 %, фінанси, страхування та нерухомість — 10,8 %.